# Enrico Cerale
Enrico Cerale (Dieppe, 17 settembre 1804 – Urago d'Oglio, 6 ottobre 1873) è stato un generale italiano, che combatté durante la prima guerra d'indipendenza, seconda e terza guerra d'indipendenza. Si distinse particolarmente nella prima, durante la quale fu decorato con una medaglia d'oro e una d’argento al valor militare.

## Biografia
Nacque a Dieppe (Francia) il 17 settembre 1804 figlio di Giuseppe e di Paola Mantelli, ed appartenente a famiglia originaria del Piemonte, all’età di quattordici anni venne ammesso, come soldato volontario, nella Brigata "Saluzzo". Nel 1824 fu promosso sottotenente assegnato al 2º Battaglione provvisorio di linea della neocostituita Brigata "Pinerolo". 
Divenne tenente nel gennaio 1832 inl forza al 1º Reggimento della brigata e capitano  nel febbraio 1839, passando in servizio nel 2º Reggimento, al comando del colonnello Michele Bes. 
Allo scoppio della guerra con l’Austria nel 1848 assunse il comando della 2ª Compagnia del 14º Reggimento, e si distinse nel combattimento del 30 aprile, sulla strada da Desenzano a Pastrengo, venendo decorato con una Medaglia d’argento al valor militare per aver respinto l’attacco portato da una colonna austriaca che con una sortita da Peschiera aveva cercato di accerchiare le fanterie piemontesi.
Si segnalò anche nei successivi combattimenti, specialmente il 22 luglio quando partecipò alla disperata difesa tentata dal reggimento a Monte Baldo e sul pianoro di Rivoli, contro un nemico molto superiore di numero. Si distinse particolarmente nell’attacco a Volta Mantovana e nei successivi combattimenti succedutisi dal 23 al 25 luglio, trattenendo l’attacco nemico e dando il tempo al II Corpo d'armata di ripiegare ordinatamente. Per queste azioni fu decorato con la Medaglia d'oro al valor militare e promosso maggiore nell’ottobre 1848, entrando in servizio nel 3º Reggimento fanteria. Durante la successiva ripresa delle ostilità, avvenuta nel 1849, si distinse come comandante di battaglione durante la battaglia di Novara venendo insignito del titolo della Croce di Cavaliere dell’Ordine dei Santi Maurizio e Lazzaro.
Promosso colonnello nel 1856, divenne maggior generale nel 1859, assumendo il comando della Brigata "Aosta". Durante la seconda guerra d’indipendenza ottenne una Menzione onorevole il 30 maggio, e poi prese parte alla battaglia di San Martino dove rimase gravemente ferito il 24 giugno. 
Con Regio Decreto del 30 gennaio 1860 fu insignito della Croce di Grande Ufficiale dell’Ordine militare di Savoia.
Allo scoppio della terza guerra d’indipendenza assunse il comando della comandò la 1ª Divisione, assegnata al I Corpo d’armata del generale Giovanni Durando. Durante il corso della battaglia di Custoza rimase nuovamente ferito in maniera grave a Oliosi, vicino a Valeggio tanto da dover lasciare definitivamente il servizio attivo. Si spense a Urago d'Oglio, provincia di Brescia, il 6 ottobre 1873.

### Annotazioni
1. ↑  In seguito ridenominato 14º Reggimento e di stanza a Fossano.
2. ↑  Successivamente tramutata in Medaglia di bronzo al valor militare.

### Fonti
1. 1 2  Wawro 1997, p. 99.
2. ↑  Calendario generale pe' regii stati, 1838, p. 323.
3. 1 2  Calendario generale pe' regii stati, 1844, p. 346.
4. ↑  Calendario generale pe' regii stati, 1838, p. 324.
5. 1 2  ’’Gazzetta Ufficiale del Regno d’Italia’’, Supplemento al n.187 dell’8 luglio 1866.
6. 1 2  Wawro 1997, p. 108.
7. 1 2  Sito web del Quirinale: dettaglio decorato.